# 短檐苣苔
短檐苣苔（学名：[Tremacron forrestii] 错误：{{Lang}}：文本有斜体标记（帮助））为苦苣苔科短檐苣苔属下的一个种。